# Ordre d'integració
En càlcul, el canvi d'ordre d'integració és una metodologia que transforma integrals múltiples de funcions en altres integrals, que s'espera que siguin més simples, canviant l'ordre en el qual es realitzen les integracions. En alguns casos, l'ordre d'integració es pot intercanviar vàlidament; en altres això no es pot fer.

## Definició del problema
El problema a examinar és l'avaluació d'una integral de la forma:
{\displaystyle \iint _{D}\ f(x,y)\ dx\,dy,}
on D és alguna àrea bidimensional en el pla xy. Per a algunes funcions f la integració directa és factible, però on això no és cert, la integral de vegades es pot reduir a una forma més simple canviant l'ordre d'integració. Un mal de cap essencial amb aquest intercanvi és determinar el canvi en la descripció del domini D.
El mètode també és aplicable a integrals múltiples.
A vegades, tot i que és difícil una avaluació completa, o potser exigeix una integració numèrica, una integral doble es pot reduir a una integració senzilla, com s'il·lustrada després. La reducció a una integració senzilla fa l'avaluació numèrica molt més fàcil i eficient.

## Relació amb la integració per parts

Figura 1: La integració sobre l'àrea triangular es pot fer fent servir bandes verticals u horitzontals com a primer pas. Això és una vista superior, mirant cap a bix de l'eix z cap al pla x-y. La línia inclinada és la corba y = x.

Considerant la integral doble (vegeu la secció Fórmules de reducció de l'article integral múltiple per a l'explicació de la notació següent):
{\displaystyle \int _{a}^{z}\ dx\ \int _{a}^{x}\ h(y)dy\ }
In the order written above, the strip of width dx is integrated first over the y-direction (a strip of width dx in the x direction is integrated with respect to the y variable across the y direction) as shown in the left panel of Figure 1, which is inconvenient especially when function h (y) is not easily integrated. The integral can be reduced to a single integration by reversing the order of integration as shown in the right panel of the figure. To accomplish this interchange of variables, the strip of width dy is first integrated from the line x = y to the limit x = z, and then the result is integrated from y = a to y = z, resulting in:
En l'ordre escrit a dalt, la llesca d'amplada dx s'integra primer sobre la direcció y (una llesca d'amplada dx en la direcció de x s'integra respecte a la variable y a l'altre costat de la direcció de y) com es mostra a la part de l'esquerra de la figura 1, el que és un inconvenient especialment quan la funció h (y) no és fàcilment integrable. La integral es pot reduir a una integració senzilla tirant enrere l'ordre d'integració com es mostra a la part dreta de la figura. Per aconseguir aquest intercanvi de variables, la llesca d'amplada dy s'integra primer des de la línia x = y al límit x = z, i llavors el resultat s'integra de y = a a y = z, resultant:
{\displaystyle \int _{a}^{z}\ dx\ \int _{a}^{x}\ h(y)\ dy\ =\int _{a}^{z}\ h(y)\ dy\ \ \int _{y}^{z}\ dx=\int _{a}^{z}\ \left(z-y\right)h(y)\,dy\ .}
Aquest resultat es pot veure com un exemple de la fórmula d'integració per parts, com s'etableix més avall:
{\displaystyle \int _{a}^{z}f(x)g'(x)\,dx=\left[f(x)g(x)\right]_{a}^{z}-\int _{a}^{z}f'(x)g(x)\,dx\!}
Substitueix:
{\displaystyle g(x)=\int _{a}^{x}\ h(y)\,dy\quad {\text{ and }}\quad f(x)=z-x\ .}
Tanmateix, comparat a fer servir la fórmula d'integració per parts, el canvi de l'ordre d'integració té el mèrit que genera la funció f d'una forma natural.

## Exemples generals
Exemples més complexos de canviar l'ordre d'integració es poden trobar a Ron Miech Ucla Calculus Problems Arxivat 2009-06-19 a Wayback Machine. (vegey Problemes 33, 35, 37, 39, 41 & 43) i Duane Nykamp de lloc web de la Universitat de Minnesota. Per a una introducció general, vegeu Murthy i Srinivas., Widder., o Johnson.

## Integrals de valor principal
Per a l'aplicació a integrals de valor principal de Cauchy, vegeu Whittaker i Watson,., Gakhov, Lu., o Zwillinger. Vegeu també la discussió de la transformació Poincaré-Bertrand en Obolashvili. Un exemple on no es pot intercanviar l'ordre d'integració el dona Kanwal:
{\displaystyle {\frac {1}{(2\pi i)^{2}}}\int _{L}^{*}{\frac {d{\tau }_{1}}{{\tau }_{1}-t}}\ \int _{L}^{*}\ g(\tau ){\frac {d\tau }{\tau -\tau _{1}}}={\frac {1}{4}}g(t)\,}
mentre:
{\displaystyle {\frac {1}{(2\pi i)^{2}}}\int _{L}^{*}g(\tau )\ d\tau \left(\int _{L}^{*}{\frac {d\tau _{1}}{\left(\tau _{1}-t\right)\left(\tau -\tau _{1}\right)}}\right)=0\ .}
La segona forma s'avalua fent servir una expansió de fracció parcial i una avaluació que fa servir la fórmula Sokhotski-Plemelj:
{\displaystyle \int _{L}^{*}{\frac {d\tau _{1}}{\tau _{1}-t}}=\int _{L}^{*}{\frac {d\tau _{1}}{\tau _{1}-t}}=\pi \ i\ .}
La notació {\displaystyle \int _{L}^{*}} indica un valor principal de Cauchy. Vegeu Kanwal.

## Teoremes bàsics
Una bona discussió de la base per invertir l'ordre d'integració es troba a Körner. Presenta la seva discussió amb un exemple on porta l'intercanvi d'integració a dues respostes diferents perquè les condicions del Teorema II de sota no es satisfan. Aquest és l'exemple:
{\displaystyle \int _{1}^{\infty }{\frac {x^{2}-y^{2}}{\left(x^{2}+y^{2}\right)^{2}}}\ dy=\left[{\frac {y}{x^{2}+y^{2}}}\right]_{1}^{\infty }=-{\frac {1}{1+x^{2}}}\ \left[x\geq 1\right]\ .}
{\displaystyle \int _{1}^{\infty }\left(\int _{1}^{\infty }{\frac {x^{2}-y^{2}}{\left(x^{2}+y^{2}\right)^{2}}}\ dy\right)\ dx=-{\frac {\pi }{4}}\ .}
{\displaystyle \int _{1}^{\infty }\left(\int _{1}^{\infty }{\frac {y^{2}}{\left(x^{2}+y^{2}\right)^{2}}}\ dy\right)\ dx=dex^{2}-{\frac {\pi }{4}}\ .}
{\displaystyle \int _{1}^{\infty }\left(\int _{1}^{\infty }{\frac {x^{2}-y^{2}}{\left(x^{2}+y^{2}\right)^{2}}}\ dx\right)\ dy={\frac {\pi }{4}}\ .}
{\displaystyle \int _{1}^{\infty }\left(\int _{1}^{\infty }{\frac {y^{2}}{\left(x^{2}+y^{2}\right)^{2}}}\ dx\right)\ dy={\frac {\pi }{4dex^{2}}}\ .}
Els dos teoremes bàsics de Chaudhry i Zubair que governen l'admissibilitat de l'intercanvi se citen a sota:
Sia f(x,y) una funció contínua de signe constant definit per a ≤ x < ∞, c ≤ y < ∞, i siguin les integrals
considerades com funcions del paràmetre corresponent siguin, respectivament, contínues en c ≤; y < ∞, a ≤ x < ∞. Llavors si com a mínim una de les integrals iteratedes
convergeix, l'altra integral també convergeix i els seus valors coincideixen.
Sia f (x,  y) contínua en a ≤; x < ∞, c ≤ y < ∞, i siguin les integrals
respectivament, uniformement convergents en cada interval finit c ≤; y < C i en cada interval finit a ≤; x < A. Llavors si com a mínim una de les integrals iterades
convergeix, les integrals iterades
també convergeixi i els seus valors són iguals.
El teorema més important per a les aplicacions se cita del llibre de Protter i Morrey:

Suposant que F és una regió donada per {\displaystyle F=\left\{(x,\ y):a\leq x\leq b,p(x)\leq y\leq q(x)\right\}\,}  on p i q són contínues i p(x) ≤; q(x) per a ≤; x ≤ b. Suposant que f(x, y) és contínua en F. Llavors
{\displaystyle \iint _{F}f(x,y)dA=\int _{a}^{b}\ \int _{p(x)}^{q(x)}f(x,\ y)\,dy\ dx\ .}
El resultat corresponent també es compleix si la regió tancada F té la representació {\displaystyle F=\left\{(x,\ y):c\leq y\leq d,\ r(y)\leq x\leq s(y)\right\}}  on r(y)  ≤ s(y) per c ≤; y ≤ d .  En tal cas
{\displaystyle \iint _{F}f(x,\ y)dA=\int _{c}^{d}\ \int _{r(y)}^{s(y)}f(x,\ y)\,dx\ dy\ .}
En altre paraules, les dues integrals iterades, quan es calculen, són iguals a la integral doble i per això iguals cada una a l'altre.